# Dentiraja lemprieri
Dentiraja lemprieri es una especie de pez de la familia de los Rajidae en el orden de los Rajiformes.

## Alimentación
Come principalmente cangrejos y langostas, y, secundariamente, pulpos Y peces bentónicos.

## Reproducción
Es ovíparo y las hembras ponen huevos envueltos en una cápsula córnea.

## Distribución geográfica
Se encuentra en el Océano Índico oriental y el Pacífico occidental central: es un endemismo de Australia (desde Bahía de Jervis - Nueva Gales del Sur - hasta Beachport - Australia Meridional -, incluyendo Tasmania ).

## Observaciones
Es inofensivo para los humanos. 